# Amphiro gigantea
Amphiro gigantea är en ringmaskart som beskrevs av Montagu 1808. Amphiro gigantea ingår i släktet Amphiro och familjen Terebellidae. Inga underarter finns listade i Catalogue of Life.